# Acanthixalus
Acanthixalus is een geslacht van kikkers uit de familie rietkikkers (Hyperoliidae). De groep werd voor het eerst wetenschappelijk beschreven door Raymond Ferdinand Laurent in 1944.
Er zijn twee soorten die voorkomen in delen van Afrika en leven in de landen Congo-Kinshasa, Ghana, Ivoorkust, Kameroen en Nigeria. De habitat bestaat uit tropische regenwouden.

## Soorten
Geslacht Acanthixalus
- Soort Acanthixalus sonjae
- Soort Acanthixalus spinosus

Acanthixalus · 
Afrixalus · 
Alexteroon · 
Arlequinus · 
Callixalus · 
Chrysobatrachus · 
Cryptothylax · 
Heterixalus · 
Hyperolius · 
Kassina · 
Kassinula · 
Morerella · 
Opisthothylax · 
Paracassina · 
Phlyctimantis · 
Semnodactylus · 
Tachycnemis